# James Anthony Froude
James Anthony Froude, född 23 april 1818 i Dartington, Devon, England, död 20 oktober 1894, var en brittisk historiker. Han var son till Robert Froude samt bror till Hurrell och William Froude.
Froude stod den anglokatolska strömningen mycket nära men kom småningom fram till en rationalistisk åskådning, som han framlade i romanen Nemesis of faith (1849), ett arbete som väckte mycken uppmärksamhet. Froude ägnade sig sedan åt historiskt författarskap och journalistik (bland annat som redaktör för Fraser's Magazine, 1860-74). Han är framför allt intresserad av det personliga momentet i historien: händelseförloppet ter sig för honom som ett drama; han skriver en utmärkt, klar och livfull stil, men hans arbeten skäms av inkorrekta detaljuppgifter och vissa ensidigheter i uppfattningen (framför allt hans antiklerikala inställning). [källa behövs]
Under 1870-talet besökte Froude USA för föreläsningar baserade på sitt arbete om Irlands historia. Utmärkande för hans irländska historieskrivning var det sätt på vilket den irländska katolicismen pekades ut som en börda för såväl det Brittiska styret, som för USA dit många irländare emigrerat under svältåren på 1860-talet. Hyllningar av Cromwells styre förekom, och i artiklar pekades irländare ut som ett hot mot den "Anglo-Saxiska rasen".
Froude torde redan tidigt ha drabbats av Thomas Carlyles skrifter; sedan han 1849 gjort dennes personiga bekantskap, uppstod småningom en varm vänskap mellan dem. Carlyle lämnade sin litterära kvarlåtenskap i Froudes vård men utan att ge klara direktiv hur han skulle förfara med dem. Froude ansåg sig följa Carlyles egen önskan då han utgav dennes Reminiscences  och Letters and Memorials of Jane Welsh Carlyle. Denna åtgärd, liksom den ohöljda framställningen av Carlyles äktenskap och hemliv i den biografi över Carlyle som Froude samtidigt utgav ådrog honom mycket klander för bristande diskretion och pietet mot vännens minne, liksom även beskyllningar för ovarsamt begagnande av källorna.